# Jean-Baptiste Monnoyer
Ne doit pas être confondu avec Antoine Monnoyer.

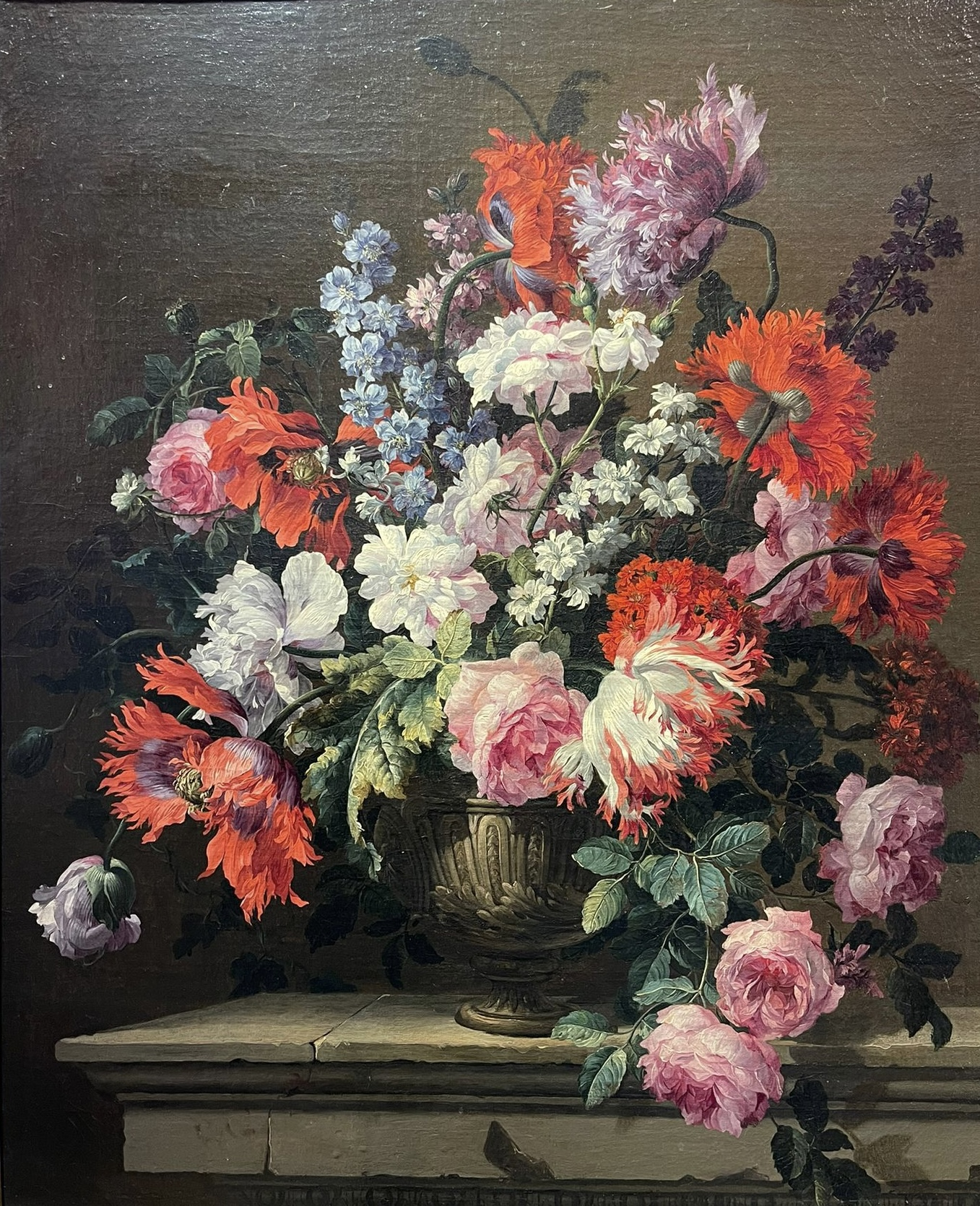

Jean-Baptiste Monnoyer, dit Baptiste, né le 19 juillet 1636 à Lille et mort le 16 février 1699 à Londres, est un peintre français.   Il s'est spécialisé dans la peinture de natures mortes de fleurs et de fruits. Il était attaché aux ateliers de tapisserie des Gobelins et à ceux de Beauvais, pour lesquelles il réalisait des cartons de fruits et de fleurs.

## Biographie
Ce spécialiste de la peinture de fleurs œuvre à la cour de Louis XIV et pour les manufactures des Gobelins et de Beauvais. Après des études à Anvers, il arrive très jeune à Paris où il devient membre de l’Académie en 1665. Son livre intitulé Le Livre de toutes sortes de fleurs d'après nature est largement repris par de nombreux artistes. Il se rend à Londres vers 1685 où il travaille pour le duc de Montagu. Ses œuvres, d’une grande précision botanique, sont très recherchées. De nombreuses lui ont été à tort attribuées car il ne les signe et ne les date que rarement. Elles sont, pour certaines d'entre elles, rendues à son fils Antoine Monnoyer.

### Jeunesse et formation flamande
Peu d'éléments sont connus sur la formation de Jean-Baptiste Monnoyer. Né à Lille, il semble qu'il ait aussi étudié à Anvers, où il est particulièrement marqué par les exemples de Davidsz de Heem. 

### Un peintre de fleurs à Paris

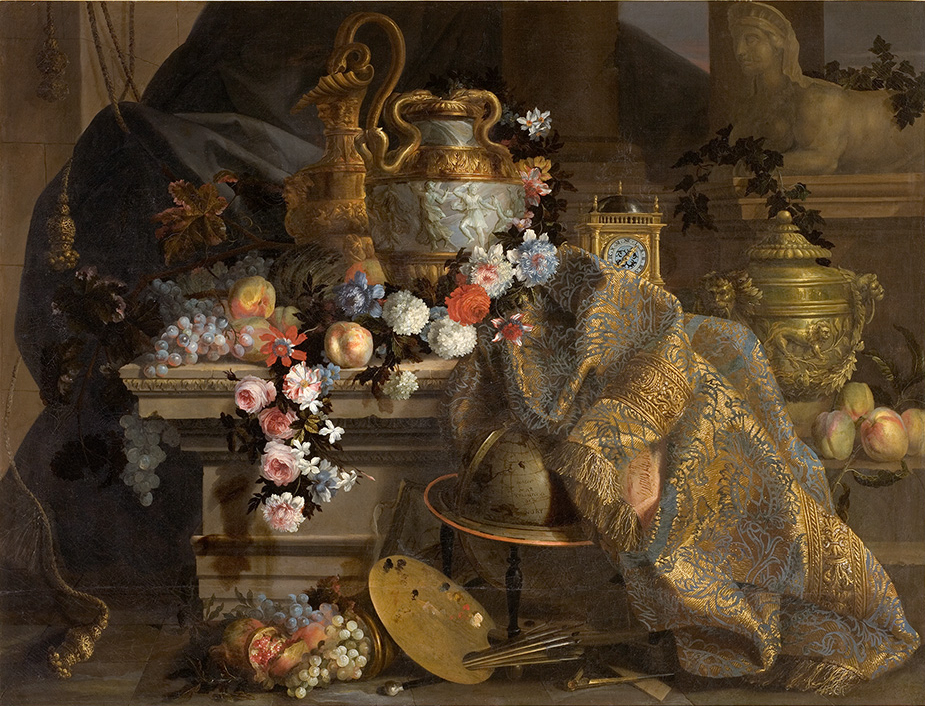
Fleurs, fruits, et objets d'art, 1665, musée Fabre, Montpellier.

Après quelques essais de peintures d'Histoire, il se rend à Paris en 1655, et participe à la décoration de plusieurs hôtels particuliers de la capitale française, parmi lesquels l'hôtel Lambert et l'hôtel de Lauzun. Il rencontre Charles Le Brun, qu'il retrouve aux chantiers de Vaux-le-Vicomte. Le Brun l'emploie ensuite à la décoration de plusieurs demeures royales comme Vincennes, Saint-Cloud, Versailles, et Marly. Il peint également de nombreux dessus-de-porte pour Louvois, au château de Meudon.
Monnoyer est reçu à l'Académie royale de peinture et de sculpture le 3 octobre 1665, sur présentation de Fleurs, fruits, et objets d'art (Montpellier, musée Fabre), son œuvre la plus célèbre. Il est nommé conseiller de l'Académie le 1er juillet 1679, mais n'expose qu'une seule fois au salon (celui de 1673), sous le nom de « Baptiste ».

### Dernières années à Londres
Monnoyer accepte la proposition de l'ambassadeur d'Angleterre en France, lord Montagu, de le suivre outre-manche. Il se rend ainsi à Londres vers 1685, et est employé à la réalisation de plusieurs décors, à Montagu House, mais aussi au château de Kensington, pour le compte des reines Marie II et Anne d'Angleterre, ainsi que pour d'autres grandes demeures anglaises. Monnoyer meurt à Londres le 16 février 1699.

## Œuvres

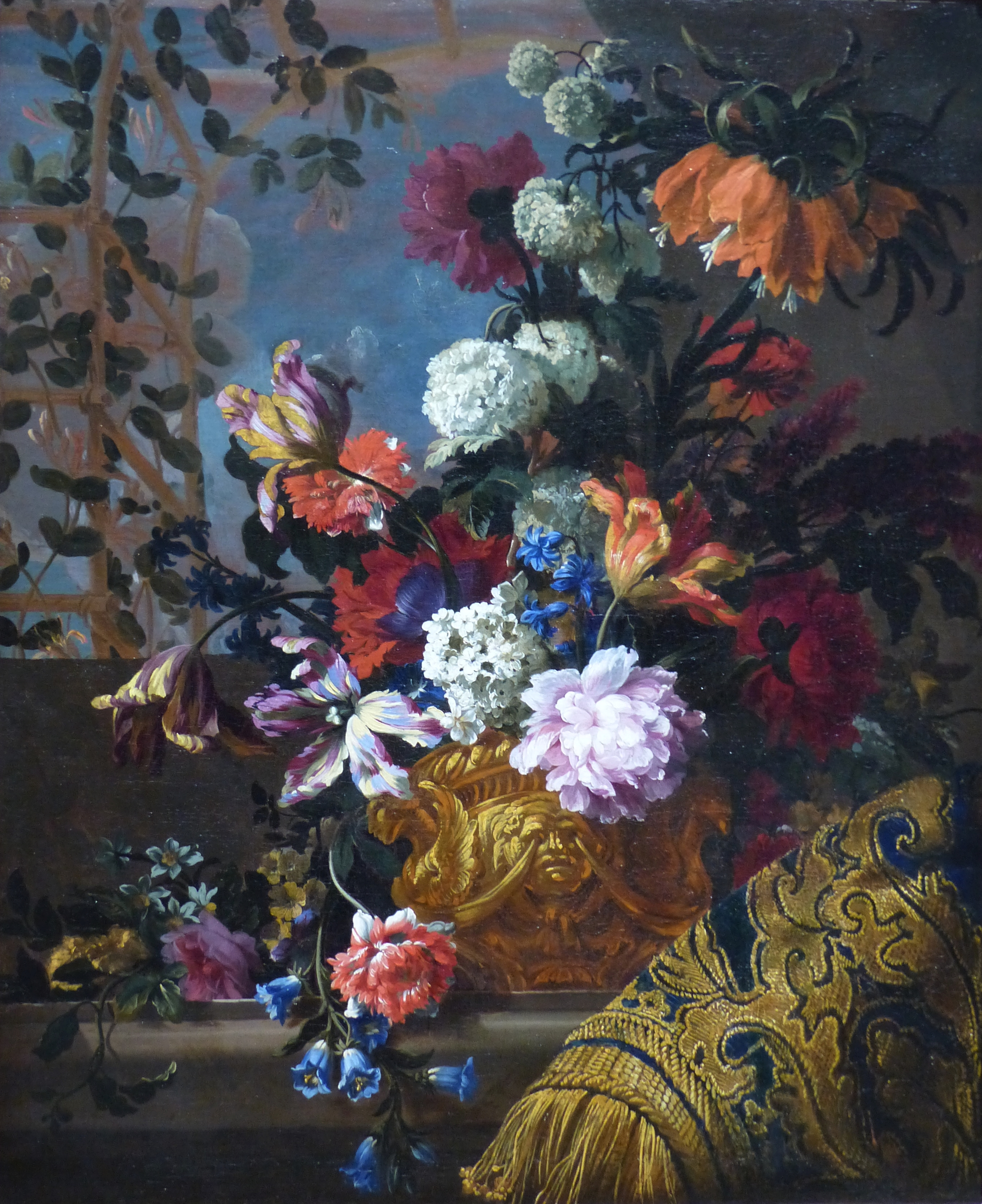
Vase d'or avec des fleurs, Musée des beaux-arts de Marseille
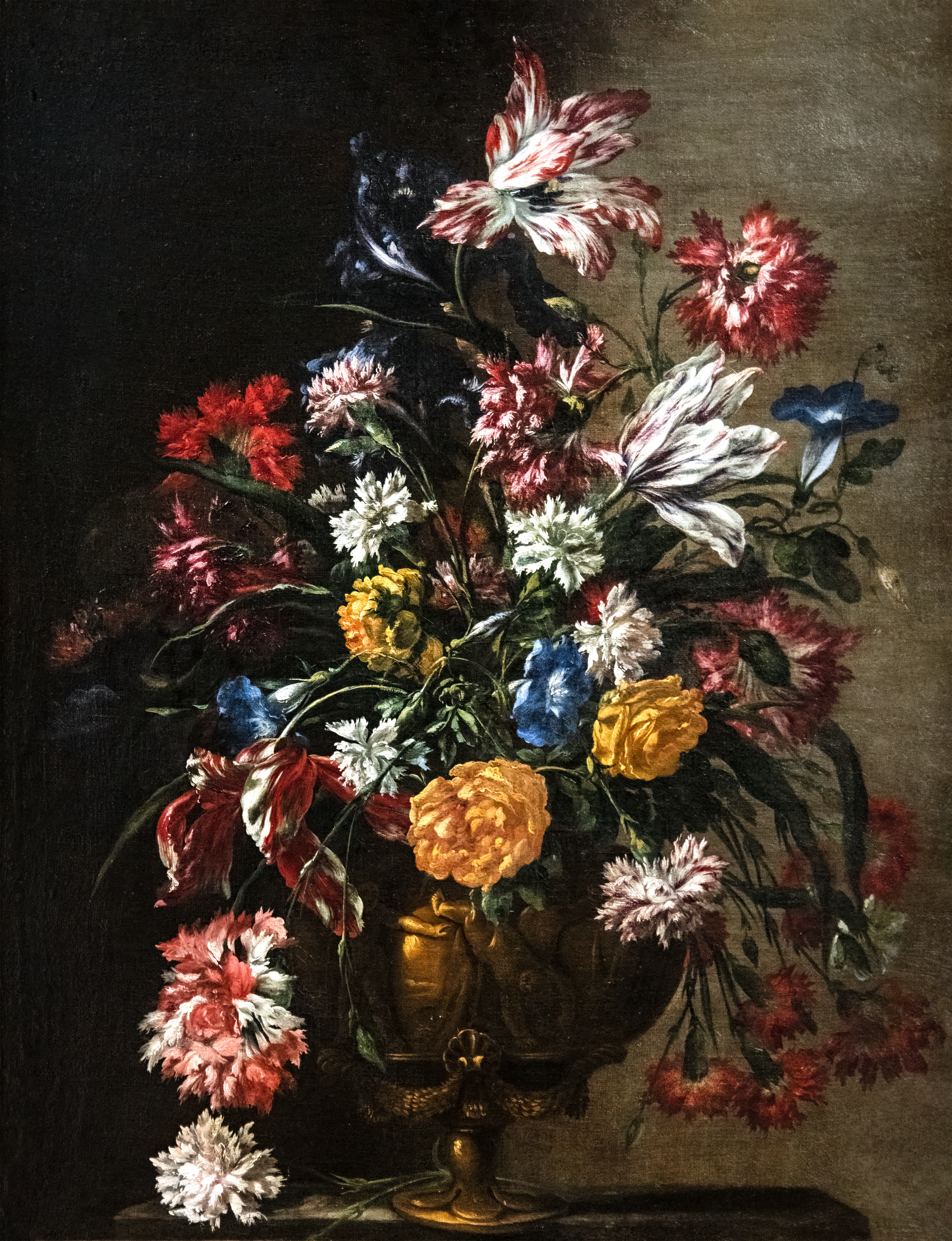
Fleurs dans un vase, Musée des Beaux-Arts de Narbonne
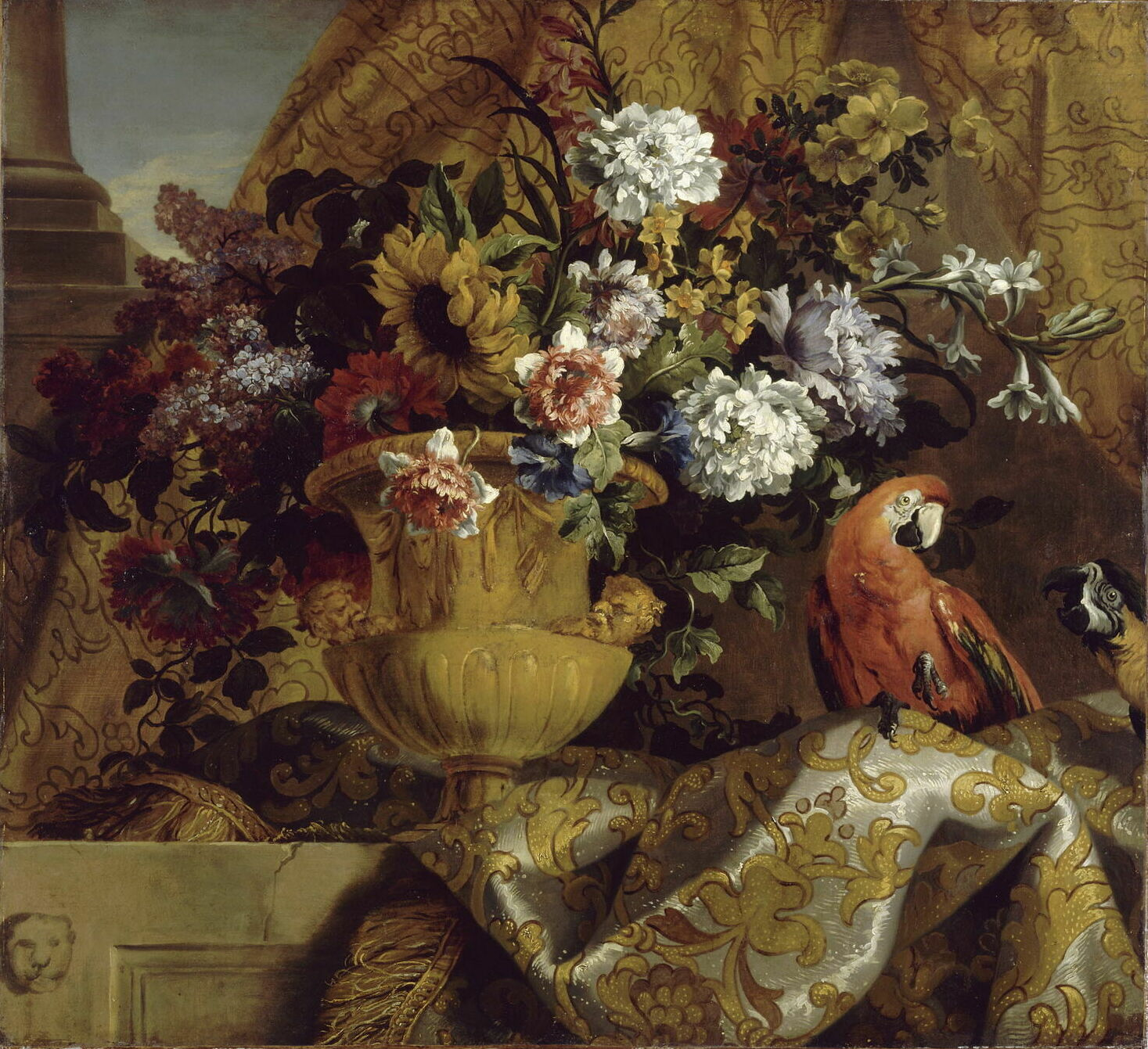
Vase d'or avec des fleurs et des perroquets, Musée du Louvre, Paris
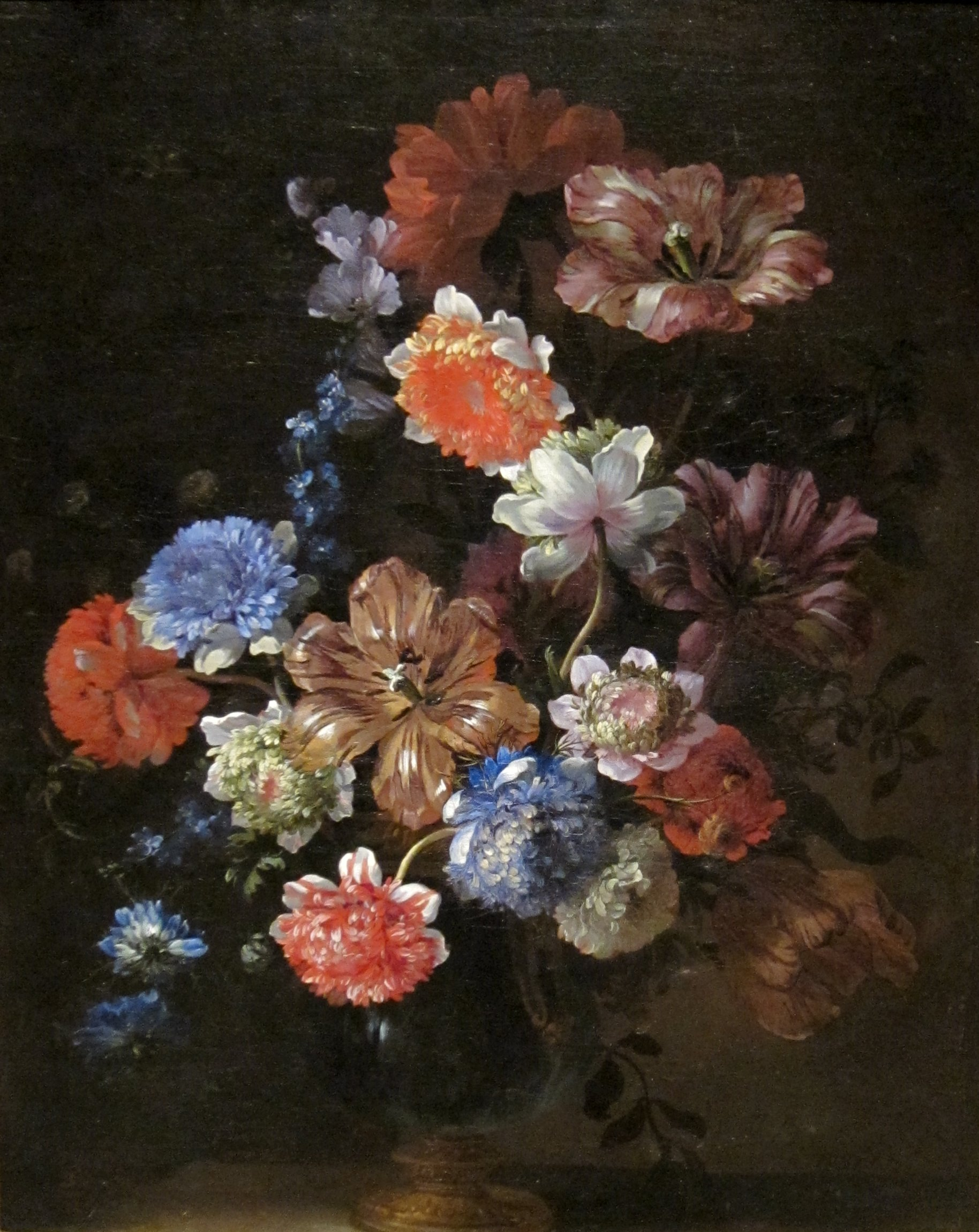
Nature morte aux fleurs, musée d'art de Cincinnati
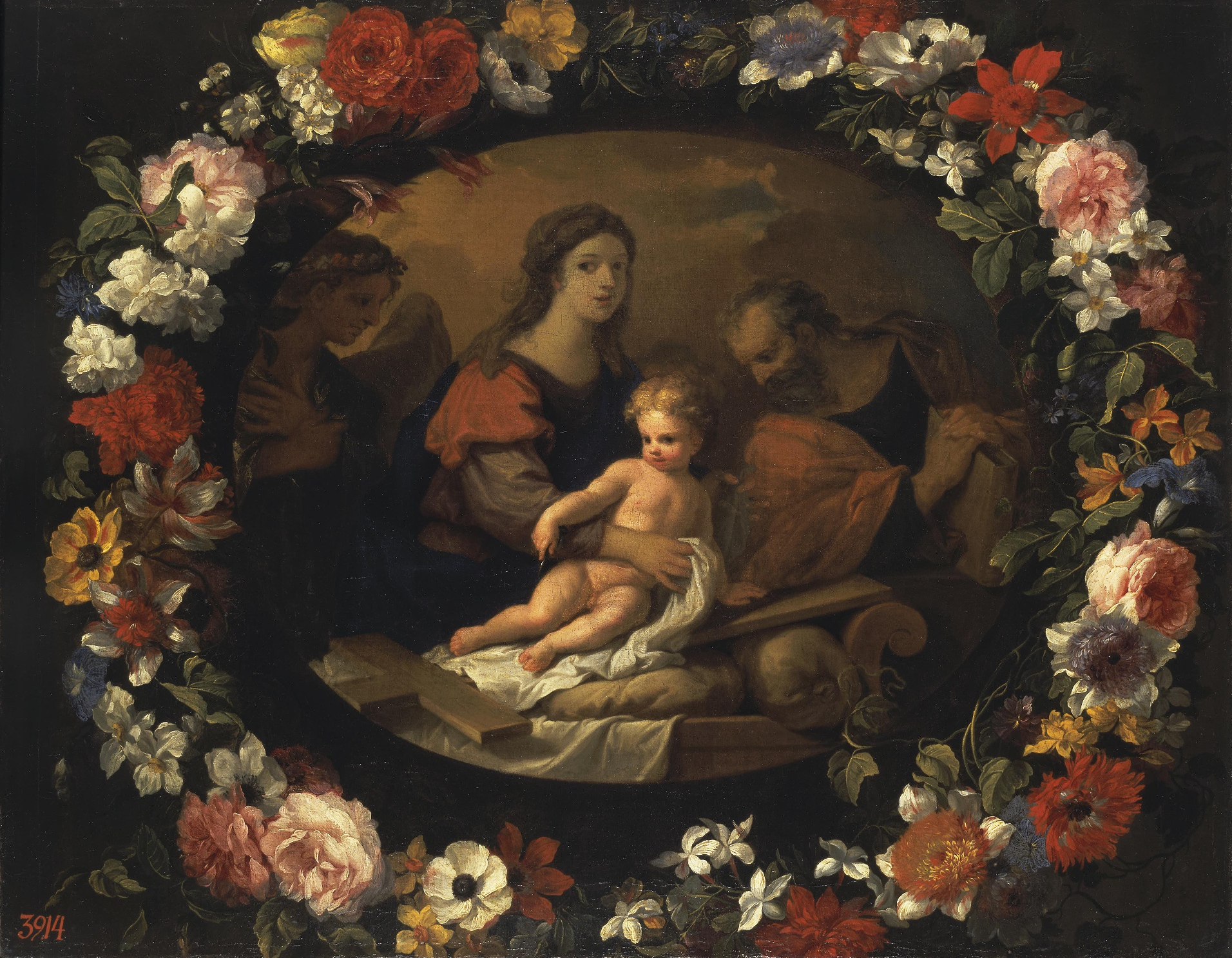
La Sainte Famille dans une guirlande de fleurs, musée de l'Ermitage, collaboration avec Nicolas Loir